# Pachycoa olivacea
Pachycoa olivacea là một loài bướm đêm trong họ Noctuidae.